# Prasinalia imperialis
Prasinalia imperialis är en skalbaggsart som först beskrevs av Barr 1969.  Prasinalia imperialis ingår i släktet Prasinalia och familjen praktbaggar. Inga underarter finns listade i Catalogue of Life.